# BH Telecom Indoors 2011
Il BH Telecom Indoors 2011 è stato un torneo professionistico di tennis maschile giocato sul cemento. È stata la 9ª edizione del torneo, che fa parte dell'ATP Challenger Tour nell'ambito dell'ATP Challenger Tour 2011. Si è giocato a Sarajevo in Bosnia ed Erzegovina dal 7 al 13 marzo 2011.

## Partecipanti

### Teste di serie
| Giocatore | Nazionalità            | Ranking* | Testa di serie |
| --------- | ---------------------- | -------- | -------------- |
| Bulgaria  | Grigor Dimitrov        | 78       | 1              |
| Slovenia  | Blaž Kavčič            | 81       | 2              |
| Francia   | Nicolas Mahut          | 83       | 3              |
| Russia    | Dmitrij Tursunov       | 105      | 4              |
| Francia   | Édouard Roger-Vasselin | 116      | 5              |
| Germania  | Andreas Beck           | 130      | 6              |
| Irlanda   | Conor Niland           | 133      | 7              |
| Slovenia  | Grega Žemlja           | 137      | 8              |

- Ranking al 28 febbraio 2011.

### Altri partecipanti
Giocatori che hanno ricevuto una wild card:
- Mirza Bašić
- Tomislav Brkić
- Amer Delić
- Franjo Raspudić

Giocatori passati dalle qualificazioni:
- Roko Karanušić
- Matwé Middelkoop
- Ante Pavić
- Alexander Sadecky
- Mislav Hižak (Lucky Loser)
- Dino Marcan (Lucky Loser)

## Campioni

### Singolare
Amer Delić ha battuto in finale  Karol Beck per walkover

### Doppio
Jamie Delgado /  Jonathan Marray hanno battuto in finale  Yves Allegro /  Andreas Beck, 7–6(4), 6–2